# كريستوفر ويكهام
كريستوفر ويكهام (بالإنجليزية: Christopher John Wickham)‏ هو أكاديمي ومؤرخ وأستاذ جامعي بريطاني، ولد في 18 مايو 1950.